# تان تيانشينغ
تان تيانشينغ (بالصينية: 谭天澄) (15 مايو 1991 بتاي يوان في الصين - ) هو لاعب كرة قدم صيني في مركز الهجوم. شارك مع منتخب الصين تحت 20 سنة لكرة القدم. أما مع النوادي، فقد لعب مع نادي بكين سينوبو غوان وYunnan Flying Tigers F.C. ‏ وYinchuan Helanshan F.C. ‏ وBeijing Guoan Talent Singapore FC ‏.

## وصلات خارجية
- تان تيانشينغ على موقع Soccerway.com (الإنجليزية)